# Heinrich Held (Kirchenlieddichter)
Heinrich Held (* 21. Juli 1620 in Guhrau, Herzogtum Glogau; † 16. August 1659 in Stettin) war ein evangelischer Kirchenlieddichter.

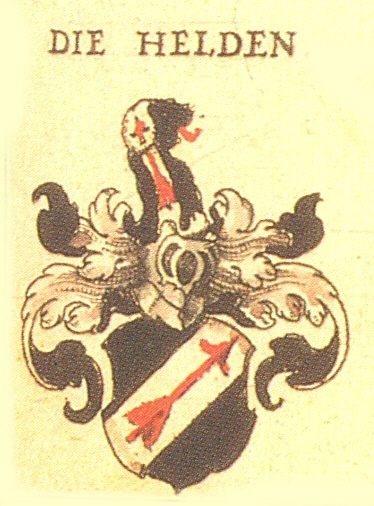
Wappen derer Held genannt Hagelsheimer in Johann Siebmachers Wappenbuch von 1605, Tafel 212, Nürnbergische Erbare Geschlechter

Held entstammte einer in Guhrau alteingesessenen Familie. Das Wappen des alten Nürnberger Geschlechts der Held, genannt Hagelsheimer wurde mit Wappenbrief am 3. Juli 1589 zu Prag von Kaiser Rudolf II. auch der schlesischen Familie Held zuerkannt, deren urkundlich belegte Stammreihe mit Sebastian Held(t) beginnt, der um 1530 Gerichtsverwalter und Stadtvogt zu Guhrau war, und zwar dessen Söhnen Bartholomeus, Bürgermeister zu Guhrau (und Großvater mütterlicherseits von Sebastian Hempel (1593–1650), Direktor des Hofgerichts in Stettin, 1648 in den schwedischen Adelsstand erhoben), Valentin, Stadtrichter zu Guhrau (und Großvater Heinrich Helds), und Andreas Held, letzterer Meister der Fleischhauerzunft in Guhrau. Von einem der mit dem kaiserlichen Wappenbrief bedachten Gebrüder stammte auch Sebastian Held von Hagelsheim ab, der Bürgermeister zu Herrnstadt wurde. Dessen Sohn war Gottfried Held von Hagelsheim (1670–1724), markgräflich brandenburg-bayreuthischer Leibarzt.
Wegen der Gegenreformation übersiedelte Helds Familie 1628 von seinem Geburtsort Guhrau in das 30 km entfernte Fraustadt. Um 1637 ist sein Besuch des Gymnasiums in Thorn belegt. Von 1637 bis 1640 studierte er in Königsberg Jura. Es folgten etwa vier Jahre, in denen er als Jurist in Stettin arbeitete. Aufnahme hatte er bei einem Großcousin, dem pommerschen Gerichtspräsidenten Sebastian Hempel gefunden. Als Held von dem Dichter Andreas Tscherning (1611–1659) aufgefordert wurde, sein Studium in Rostock fortzusetzen, endete dieser erste Stettiner Lebensabschnitt.
Um 1647/1648 beendete er an der Universität Rostock das Jurastudium. Danach war er kurze Zeit in Ostpreußen als Hauslehrer tätig. Herzog Gustav Adolf von Mecklenburg ermöglichte ihm eine Bildungsreise, die ihn nach Holland, England und Frankreich führte. Anschließend kehrte er nach Fraustadt zurück und war um 1651 als Rechtsanwalt tätig. 1657 wurde er Stadtsekretär in Altdamm bei Stettin. Dort war er ab 1658 Kämmerer und gleichzeitig Ratsherr.
Sein poetisches Wirken lässt sich der Ersten schlesischen Dichterschule zuordnen.
Im gegenwärtigen Evangelischen Gesangbuch (EG) sind das von Held verfasste Adventslied Gott sei Dank durch alle Welt (Nr. 12) und das Pfingstlied Komm, o komm, du Geist des Lebens (Nr. 134) enthalten.

## Werke
- Komm, o komm, du Geist des Lebens (EG 134)[5]